# 阿雅克肖主教座堂

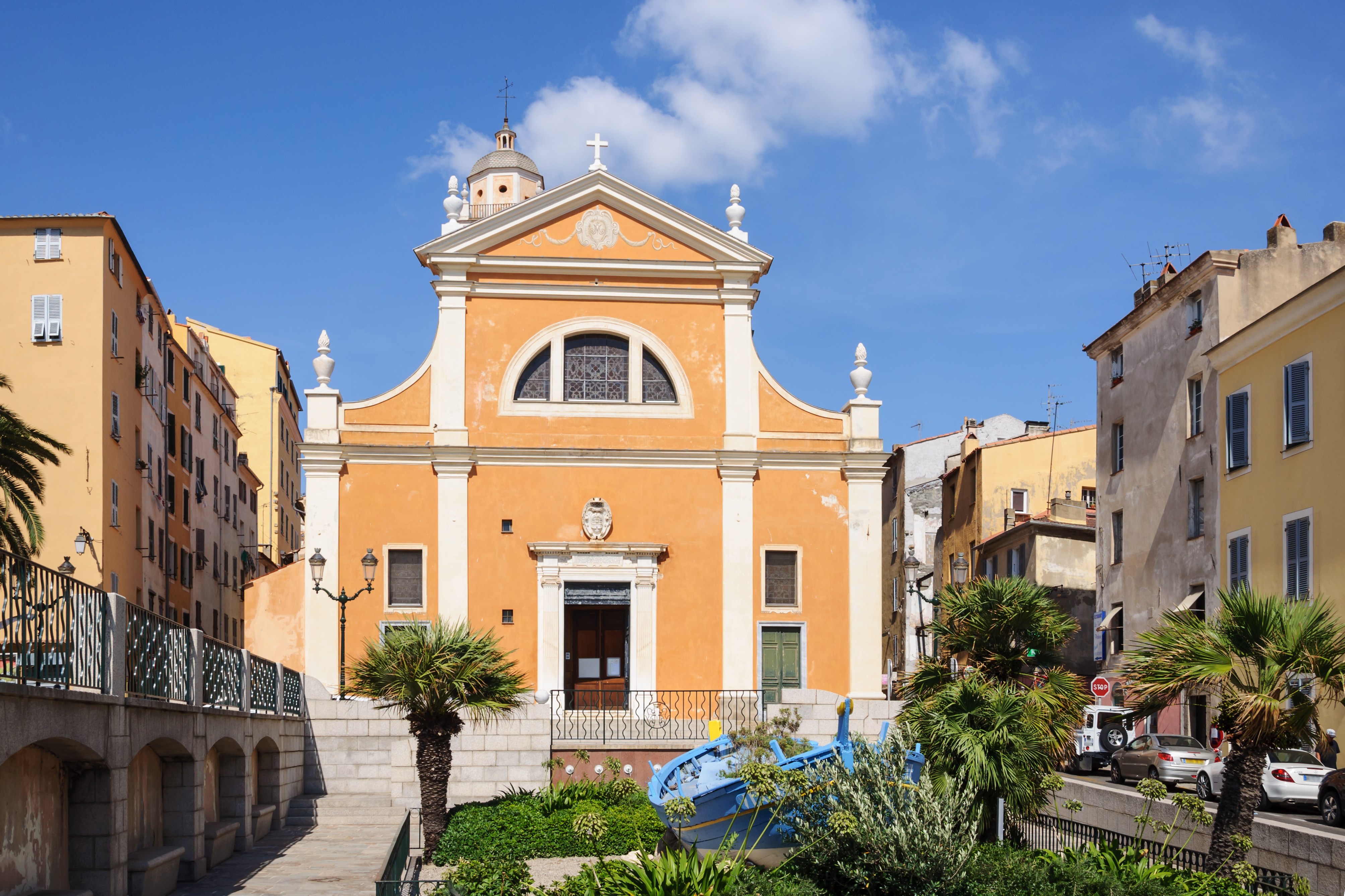
阿雅克肖主教座堂

阿雅克肖圣母升天主教座堂（法語：Cathédrale Notre-Dame de l'Assomption de Ajaccio）是位於法國科西嘉島首府阿雅克肖的一座天主教的教堂，外觀為巴洛克式建築風格。阿雅克肖大教堂是天主教阿雅克肖教區的主教座堂。教堂的主保聖人為聖母瑪利亞。